# Gheorghe Andronic
Gheorghe Andronic, född 25 september 1991 i Chişinău är en fotbollsspelare (mittfältare) från Moldavien som spelar för FC Milsami Orhei. Han spelar även i Moldaviens herrlandslag i fotboll sedan 2011. Han gjorde sin landslagsdebut den 11 oktober då han blev inbytt i matchen mot San Marino. Matchen slutade 4–0 och Andronic var en av målskyttarna.
Andronic debuterade redan som 17-åring i Zimbru Chişinău i den moldaviska högstaligan. År 2010 värvades han av kroatiska Dinamo Zagreb. Han spelade aldrig för klubben, utan lånades ut till två andra klubbar i Kroatien under sina två år i landet. Dinamo Zagreb och Andronic kom överens om att bryta kontraktet. Lagom till säsongsstarten 2011 skrev Andronic på ett ettårskontrakt med IFK Värnamo. Den 23 december 2011 skrev Andronic på ett tvåårskontrakt med Degerfors IF. Kontraktet bröts redan efter en säsong och Andronic återvände till sin moderklubb, Zimbru Chişinău, i slutet av januari 2013. 